# Kulturreport
Kulturreport war eine zweiwöchentliche Kultursendung, die von 1991 bis 2006 in Das Erste ausgestrahlt wurde. 
Die Sendung hatte eine Länge von einer halben Stunde und berichtete über aktuelle Vorgänge der Hoch- und Alltagskultur. Sie wurde im Wechsel vom NDR, MDR, BR und SFB sowie ab 1997 dem ORB (später vom RBB) mit einem zwar einheitlichen Design, aber je nach Sendeanstalt eigenem inhaltlichem Konzept gestaltet. Je nach produzierender Sendeanstalt waren einzelne Sendungen moderiert oder unmoderiert. 
Vom WDR wurden als Kultursendung der Kulturweltspiegel und vom HR Titel, Thesen, Temperamente produziert. 
Der Sendeplatz war ursprünglich am Sonntagabend um 21:45 Uhr, bis 1998 der Sendeplatz von der Talkshow Sabine Christiansen übernommen und der Kulturreport im Anschluss daran gesendet wurde. Ende 2003 wurden zwischen Sabine Christiansen und dem Kulturreport noch die Tagesthemen ausgestrahlt, wodurch sich der Sendeplatz weiter in den späten Abend verschob. 
2006 wurden die drei ARD-Kultursendungen Kulturreport, Kulturweltspiegel und ttt – titel, thesen, temperamente zusammengelegt und gingen in letzterer auf.

## Moderation
- Christoph Bungartz
- Manfred Eichel
- Evelyn Fischer